# Simulium covagarciai
Simulium covagarciai es una especie de insecto del género Simulium, familia Simuliidae, orden Diptera.
Fue descrita científicamente por Ramirez-Perez, Yarzabal & Takaoka, 1984.